# Гасанпур, Гусейн Гасан оглы
Гусейн Гасан оглы Гасанпур (азерб. Hüseyn Həsən oğlu Həsənpur; 1 января 1905, остан Азербайджан — дата и место смерти неизвестны) — советский азербайджанский виноградарь. Герой Социалистического Труда (1951).

## Биография
Родился 1 января 1905 года в городе Ахар остана Азербайджан в Персии (ныне остан Восточный Азербайджан Ирана).
Окончил медресе. В 1945—1946 годах занимался революционной деятельностью в Иране, активно участвовал в основании Азербайджанского Народного Правительства. 
В 1946 году эмигрировал в Советский Союз. Начал трудовую деятельность в 1947 году рабочим виноградарского совхоза имени Ленина (ранее имени Багирова) Шемахинского района, позже звеньевой в этом же совхозе. В 1950 году получил высокий урожай винограда — 104,1 центнера с гектара на площади 3,7 гектара и 94,2 центнера с гектара на площади в 7,5 га. В 1951 году взял обязательство получить не менее 95 центнеров с гектара. С 1982 года на пенсии.  
Указом Президиума Верховного Совета СССР от 3 сентября 1951 года, за получение высоких урожаев винограда в 1950 году при выполнении виноградарскими совхозами плана сдачи государству сельскохозяйственных продуктов и обеспеченности семенами всех культур в размере полной потребности для весеннего сева 1951 года, Гасанпуру Гусейну Гасан оглы присвоено звание Героя Социалистического Труда с вручением ордена Ленина и золотой медали «Серп и Молот».